# Arcidiecéze pisánská
Arcidiecéze pisánská (latinsky Archidioecesis Pisana) je římskokatolická metropolitní diecéze v Itálii, která je součástí Církevní oblasti Toskánsko. Katedrálním kostelem je dóm Nanebevzetí P. Marie  v Pise. Arcibiskup pisánský používá od roku 1092 čestný titul Primas Sardinie a Korsiky. Současným pisánským arcibiskupem je Saverio Cannistrà.